# Демографический кризис в Венгрии

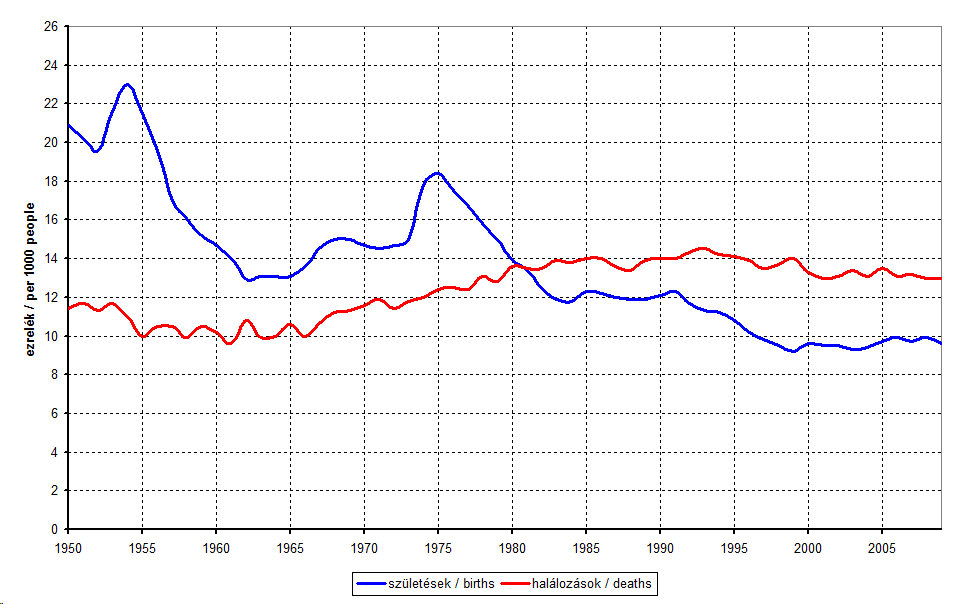
Рождаемость и смертность в Венгрии с 1950 по 2009 годы

Демографический кризис в Венгрии начался в 1981 году, согласно Центральному статистическому управлению Венгрии: численность населения за 30 лет сократилась на 737 тысяч человек (население на апрель 2011 составляло 9,972 млн. человек). С 1988 по 2009 годы число мигрантов выросло на 363504 человека, поэтому общие потери населения составляют до 1 миллиона человек. И в настоящее время для Венгрии характерно повышение смертности и снижение рождаемости.

## Предпосылки к кризису
В 1954 году естественные темпы рождаемости были сопоставимы со среднеевропейскими (12‰), но из-за налогов на рождаемость, а также последовавших социальных перемен после Революции 1956 года и последующего разрешения на аборты, с 1954 по 1962 годы произошло падение темпов рождаемости до 2,1‰. По уровню рождаемости Венгрия была на предпоследнем месте в мире, уступая ГДР (в связи с миграцией многодетных семей после революции). С 1960 по 1973 годы в стране число абортов оказалось выше числа рождённых детей.
С конца 1960-х годов после начала строительства многоквартирных домов в 1967 году был зафиксирован небольшой рост населения, но к прежним темпам рождаемости страна не вернулась. С 1974 по 1977 годы был зафиксирован невиданный скачок рождаемости после изменения семейного законодательства, однако с 1977 года этот скачок стал затихать, и темпы смертности снова стали превышать темпы рождаемости. В 1981 году началось постепенное снижение численности населения, усиленное миграцией (около 200 тысяч человек уехали в 1980-е годы из страны). После ухода коммунистов с поста правящей партии в страну вернулись ранее мигрировавшие жители, но демографический кризис так и не был преодолён. К августу 2010 года численность населения упала ниже 10 миллионов человек.
Динамика численности населения Венгрии за 1980–2013 годы
| \| Год \| Численность \| \| ---- \| ------------- \| \| 1980 \| 10 709 463 \| \| 1990 \| 10 374 823 \| \| 2001 \| 10 198 315 \| \| 2002 \| 10 174 853 \| \| 2003 \| 10 142 362 \| \| 2004 \| 10 116 742 \| \| 2005 \| 10 097 549 \| \| 2006 \| 10 076 581 \| \| 2007 \| 10 066 158 \| \| 2008 \| 10 045 401 \| \| 2009 \| 10 031 000 \| \| 2010 \| 10 014 000 \| \| 2011 \| 9 937 628[10] \| \| 2012 \| 9 980 000[11] \| \| 2013 \| 9 908 798 \| |             |
| Год | Численность |
| 1980 | 10 709 463  |
| 1990 | 10 374 823  |
| 2001 | 10 198 315  |
| 2002 | 10 174 853  |
| 2003 | 10 142 362  |
| 2004 | 10 116 742  |
| 2005 | 10 097 549  |
| 2006 | 10 076 581  |
| 2007 | 10 066 158  |
| 2008 | 10 045 401  |
| 2009 | 10 031 000  |
| 2010 | 10 014 000  |
| 2011 | 9 937 628   |
| 2012 | 9 980 000   |
| 2013 | 9 908 798   |

## Сравнение с другими странами
Согласно первому отчёту Центрального статистического управления Венгрии от 2006 года, демографическая ситуация в Венгрии в целом не отличается от ситуации в Центральной и Восточной Европе. Так, уровень рождаемости (9,51 на 1000 человек в 2009 году) соответствует среднему уровню по Евросоюзу (9,9) и близок к таким странам, как Польша (10,04), Чехия (8,83) и Словения (8,97). Смертность (12,94 на 1000 человек) является третьей в Центральной и Восточной Европе (хуже ситуация только в Болгарии и Латвии). Естественное снижение населения в Венгрии составляет 0,25% ежегодно — хуже ситуация обстоит в Литве (-0,28%), Латвии (-0,63%) и Болгарии (-0,81%). Единственный прирост населения был зафиксирован в 2008 году только в Словакии (+0,14%).

## Эмиграция
Массовая эмиграция после Революции 1956 года стала предпосылкой к демографическому кризису: после подавления революции из страны бежали около 200 тысяч человек, в том числе молодые люди, не создавшие семью. В эпоху кадаризма эмиграция была значительно ниже: с 1963 по 1979 годы всего 16504 человека покинули страну. Центральное статистическое управление говорит о том, что в 1980-е годы сразу 200 тысяч человек покинули страну, превысив число приехавших в Венгрию и нарушив тем самым миграционный баланс. Общие потери от миграции составляют с 1956 года более 400 тысяч человек. Баланс был восстановлен в 1988 году после возвращения множества бежавших из страны венгров или потомков тех, кто покинул Венгрию в 1956 году, но естественная смертность обесценила эту динамику.
Иммиграция в Венгрию отличается от иммиграции в Западную Европу: в странах-основателях Европейского союза проживают представители разных поколений, религий и народов, которые сохраняют свои традиции и обычаи, но при этом могут оказываться участниками неких конфликтов. В Венгрии же происходит полная ассимиляция приехавших граждан, которые принимают гражданство Венгрии, её язык, обычаи и традиции в связи с экономическим положением и отношением венгров к мигрантам. 90% переехавших в Венгрию иностранцев приняли венгерское гражданство.
Ежегодный рост населения за счёт мигрантов в Венгрии составляет 1,567% (в Словении этот показатель составляет 8,793%, в Чехии — 3,338%, в Хорватии — 1,59% на 2008 год, в Словакии — 0,721%). Ситуация с точностью до наоборот складывается в Литве (4,627% населения уезжают ежегодно), Болгарии (-0,123%) и Румынии (-0,116%). Естественная смертность в Венгрии в 2009 году составила 33,9 тыс. человек, но благодаря иммиграции общий показатель сократился до 18 тысяч.

## Социальные процессы
Снижение рождаемости играет существенную роль в характере и образе жизни современных жителей Венгрии, в том числе на форму совместного проживания (сожительство или жизнь в одиночестве), время обучения и трудовой стаж. Среди 20-летних жителей Венгрии резко снизилось желание иметь детей; в 2009 году снизилось число женщин в возрасте 20-24 и 25-29 лет, ставших матерями, как и снизилось число женщин, ставших родителями в 30-34 лет. При этом среди женщин в возрасте 35-39 лет растёт число матерей. В 2009 году 40,8% детей родились вне брака. В 2009 году темп рождаемости снизился до 1,33 на 1000 человек (против 1,35 в 2008 году и 2,1 — критической отметки).